# 佐双定雄
佐双 定雄（さそう さだお、1891年（明治24年）2月3日 - 1928年（昭和3年）5月5日）は、明治時代から昭和時代の華族（男爵）。造船技師。位階は従四位。

## 生涯
1891年2月、海軍造船総監を務めた佐双左仲と母・嘉弥の長男として生まれる。1905年10月9日、父が卒去したことにより、家督を相続した。1907年、造船に尽力した父左仲の勲功により、16歳にして華族に列し男爵を授けられた。1917年、東京帝国大学工科大学造船学科を卒業。三菱造船会社の長崎造船所技師となった。その後横浜船渠会社に勤務した。
定雄が1928年に死去した後、1931年選定により、細川立興子爵の次男の立業が男爵家を継いだ。立業は1920年からアメリカに渡り、イギリスやフランスにも留学し、留学期間は6年にも及んだ。

## 家族
- 妻：弥栄子（陸軍少将山口圭蔵の二女）1900年4月 -
- 姉：晴子（北海道人東条国太郎の妻）1881年4月 -
- 妹：久子（学習院女学部卒。群馬水電の常務取締役の浅見省吾妻）1896年4月 -
- 妹：和嘉子（学習院女学部卒。工学士、湯浅蓄電池製造所の代表取締役の杉山寅三郎妻）1898年11月 - [4]
- 養嗣子：立業（細川立興子爵の次男） 1898年 - 1976年
- 立業妻：小枝子（芝区宇田川町の増沢デパート経営者の増沢棟造長女）1909年7月 -